# Horta (Açores)
Pour les articles homonymes, voir Horta.
Horta (pron. IPA ['ɔɾtɐ]) est la capitale de la municipalité du même nom située dans l'archipel des Açores.
La municipalité compte une population de 14 994 habitants au recensement de 2011, pour une densité de 88 habitants/km² et une superficie totale de 173,1 km2.
La municipalité occupe la totalité de l'île de Faial.
La ville de Horta "intra-muros" capitale de Faial compte environ 6 000 habitants, elle est surnommée La plus petite grande ville du monde par ses habitants.
La ville accueille le Parlement de la région autonome des Açores.

## Histoire
La ville doit son nom de Jos van Huerter, gouverneur des Açores au XVe siècle, personnalité issue de l'immigration flamande dans ces îles.
De la même façon qu'à Velas (sur São Jorge) ou Angra do Heroísmo (sur Terceira), un petit volcan, La monte da Guia, le petit cône volcanique sur le rivage au sud de la localité a toujours permis de constituer un mouillage sûr, et protège toujours le port qui est l'un des principaux des îles.
La ville a été rendue célèbre par le câble sous-marin de relais télégraphique qui la reliait à Lisbonne dès 1893 puis jusqu'à l'Amérique. Cette liaison faisait de la ville un centre mondial de télécommunication à une époque où les satellites n'existaient pas. Le Prince Albert I de Monaco y avait installé une base océanographique.
De nos jours, le port constitue une escale quasi-obligatoire pour tout navire de plaisance effectuant la traversée de l'Atlantique. Ne pas laisser une fresque peinte sur la jetée porte malheur.

## Monuments

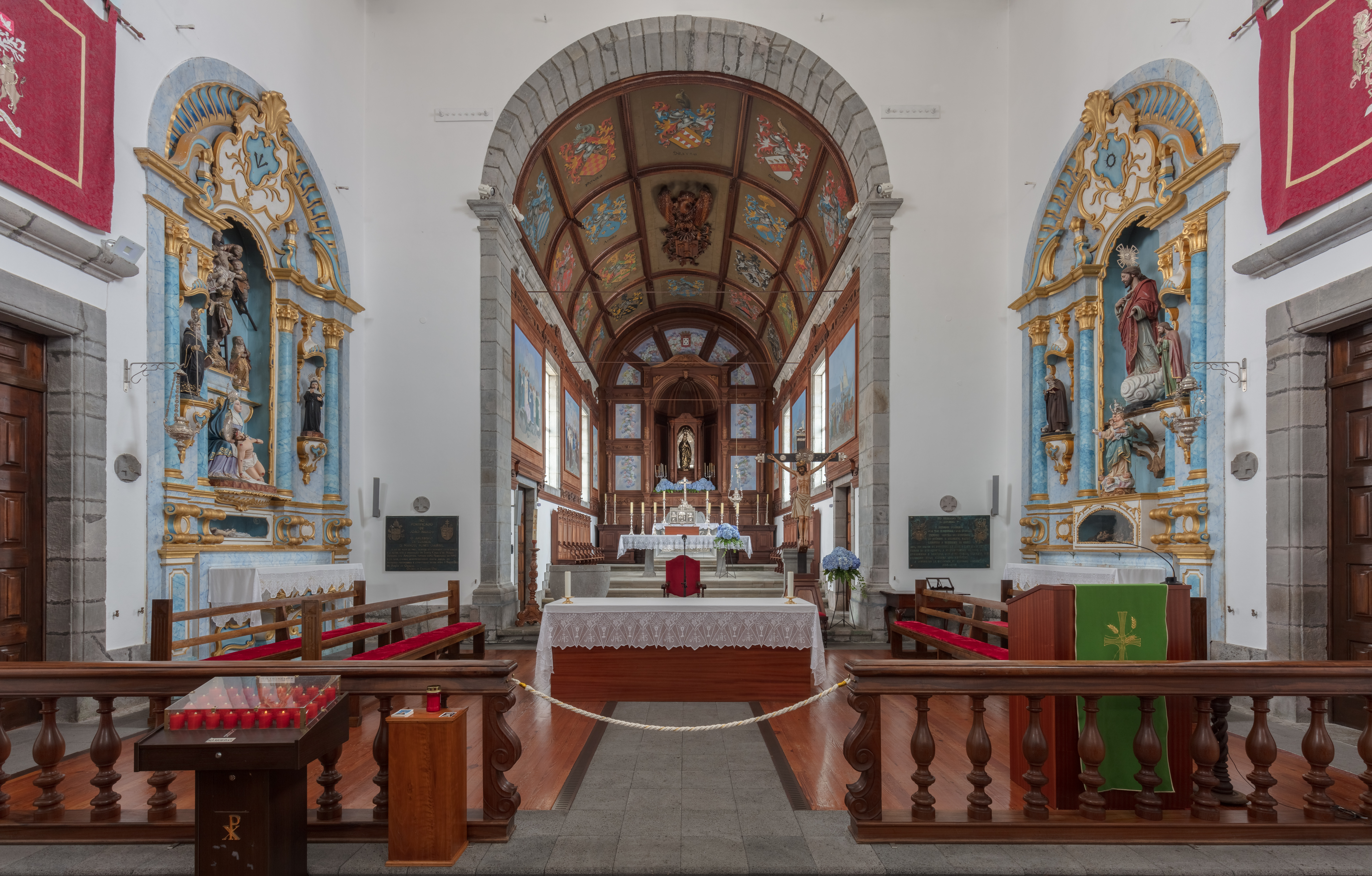
Intérieur de Igreja de Nossa Senhora das Angústias, quartier Angústias à Horta. Juillet 2020.

- Monte da Guia
- Murailles de Saint-Sebastien
- Fort de Santa-Cruz
- Tour de l'horloge

## Point d'intérêt
- L'établissement le plus connu de la ville est incontestablement le Peter Café Sport (pt), auberge établie sur le port servant de poste restante.
- Scrimshaw Museum

## Quartiers

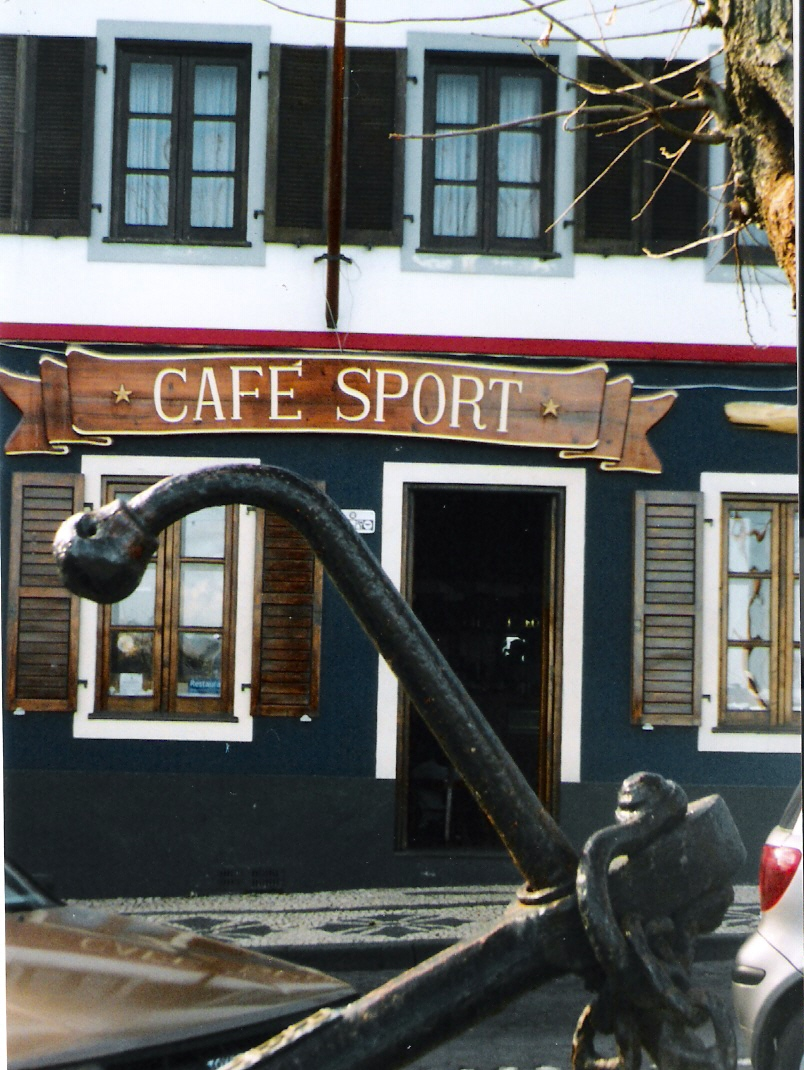
Le Peter Café

La baie de Horta de nuit vue depuis le petit volcan de La monte da Guia. Juillet 2020.

- Angústias (Horta)
- Capelo
- Castelo Branco
- Cedros
- Conceição (Horta)
- Feteira
- Flamengos
- Matriz (Horta)
- Pedro Miguel
- Praia do Almoxarife
- Praia do Norte
- Ribeirinha
- Salão

## Personnalités
- Manuel José de Arriaga (8 juillet 1840 - 5 mars 1917), le premier Président du Portugal.

## Jumelage
- Fremont (États-Unis) Californie
- Porto Alegre (Brésil)